# Sander Armée
Sander Armée (* 10. Dezember 1985 in Löwen) ist ein ehemaliger belgischer Radrennfahrer.

## Karriere
Sander Armée begann seine internationale Karriere 2007 bei dem belgischen Continental Team Profel Ziegler. Im Jahr 2009 gewann er zwei Etappen der Tour de Bretagne.
Im Jahr 2014 fuhr er zum ersten Mal bei einem UCI ProTeam, der belgischen Mannschaft Lotto Soudal. Bei der Tour of Norway belegte er 2012, 2016 und 2017 zweimal den vierten und einmal den fünften Platz. Er gewann die Bergwertung der Tour de Romandie 2016 und 2017. Bei der hors categorie-Rundfahrt Tour des Hauts-de-France 2017 wurde er Zweiter in der Gesamtwertung. Im Spätsommer darauf gelang ihm auf der hügeligen 18. Etappe der Vuelta a España 2017 sein bis dahin größter Erfolg, nachdem er seinen letzten Mitausreißer Alexei Luzenko am Schlussanstieg abgeschüttelt hatte. 2020 gewann er eine Etappe der Tour du Poitou-Charentes.
Nachdem seine letzte Mannschaft, Cofidis, seinen Vertrag nicht verlängerte, beendete er nach Ablauf der Saison 2022 seine Karriere als Radrennfahrer.

## Erfolge
2009
- zwei Etappen Tour de Bretagne
- Flèche Ardennaise

2016
- Bergwertung Tour de Romandie

2017
- Bergwertung Tour de Romandie
- eine Etappe Vuelta a España

2020
- eine Etappe Tour du Poitou-Charentes

## Grand-Tour-Platzierungen
| Grand Tour            | 2014 | 2015 | 2016 | 2017 | 2018 | 2019 | 2020 | 2021 | 2022 |
| --------------------- | ---- | ---- | ---- | ---- | ---- | ---- | ---- | ---- | ---- |
| Giro d’ItaliaGiro     | 47   | 65   | –    | –    | 57   | –    | 47   | –    | –    |
| Tour de FranceTour    | –    | –    | –    | –    | –    | –    | –    | –    | –    |
| Vuelta a EspañaVuelta | 103  | –    | 90   | 19   | 73   | 73   | –    | DNF  | –    |